# 巴尼特鎮區 (明尼蘇達州羅索縣)
巴尼特鎮區（英語：Barnett Township）是位於美國明尼蘇達州羅索縣的一個行政鎮區。

## 地方資料
巴尼特鎮區的面積為95.71平方千米，皆為陸地。根據2020年美國人口普查的數據，當地共有人口137人，而人口密度為每平方千米1.43人。